# Ryan Saunders
Ryan Saunders (Medina, Minnesota; 28 de abril de 1986) es un entrenador de baloncesto estadounidense, que actualmente es asistente en los Denver Nuggets de la NBA

## Trayectoria

### Inicios
Nacido en Medina (Minnesota), se graduó en el instituto Wayzata High School de Plymouth (Minnesota) en 2004.

### Universidad

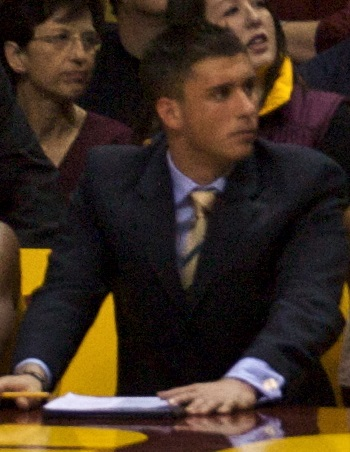
Saunders en 2009.

En la universidad, jugó al baloncesto como base, con los Golden Gophers de la Universidad de Minnesota durante cuatro temporadas (2004-2008), disputando únicamente 20 encuentros en sus dos primeros años y con un papel secundario. Se lesionó y se perdió toda la temporada 2007–08. Se graduó en dirección deportiva en 2008, y en ningún momento tuvo pensado presentarse al draft de la NBA.

### Entrenador
Comenzó su carrera en la NBA en 2009 como asistente técnico de Washington Wizards.
Tras cinco temporadas en los Wizards, en verano de 2014 firma como asistente de Minnesota Timberwolves.
Durante su quinta campaña en Minnesota, el 6 de enero de 2019, es promocionado a entrenador interino tras la destitución de Tom Thibodeau, siendo el entrenador más joven de esa temporada en la NBA. El 8 de enero debutó con victoria ante Oklahoma City Thunder, convirtiéndose en el entrenador debutante más joven en conseguirlo desde 1978. Disputa 42 encuentros, y el 20 de enero hacen oficial su contratación como técnico principal con un contrato multianual. Con 33 años, se convierte en el entrenador más joven de la liga de cara a la temporada 2019-20.
En su segundo año como técnico principal en Minnesota, el 21 de febrero de 2021, es despedido con un récord de 7–24 esa temporada (43-94	31,4% en total).
En junio de 2022 se hace oficial su contratación como técnico asistente de Denver Nuggets.

## Estadísticas como entrenador
| Equipo    | Año     | P   | V  | D  | V–D% | Finalizado      | PP | VP | DP | PV–D% | Resultado   |
| --------- | ------- | --- | -- | -- | ---- | --------------- | -- | -- | -- | ----- | ----------- |
| Minnesota | 2018-19 | 42  | 17 | 25 | .405 | 5.º en Noroeste | —  | —  | —  | —     | No playoffs |
| Minnesota | 2019-20 | 64  | 19 | 45 | .297 | 5.º en Noroeste | —  | —  | —  | —     | No playoffs |
| Minnesota | 2020-21 | 31  | 7  | 24 | .226 | (despedido)     | —  | —  | —  | —     | —           |
| Total     | Total   | 137 | 43 | 94 | .314 |                 | —  | —  | —  | —     |             |

## Vida personal
Ryan es hijo de Flip Saunders, entrenador profesional que en 1986 era asistente en la Universidad de Minnesota. Creció entre Wisconsin y Dakota del Sur, hasta 1995, cuando su padre fue asignado técnico principal de los Minnesota Timberwolves.
Se casó con su esposa Hayley en 2017, y tuvieron un hijo en 2019.
Ha tomado parte de múltiples campamentos de verano así como organizaciones benéficas de Minnesota.
En la primavera de 2022, se unió para un semestre, como docente de técnica deportiva en la University of Northwestern-St. Paul.